# Флоккулентная спиральная галактика

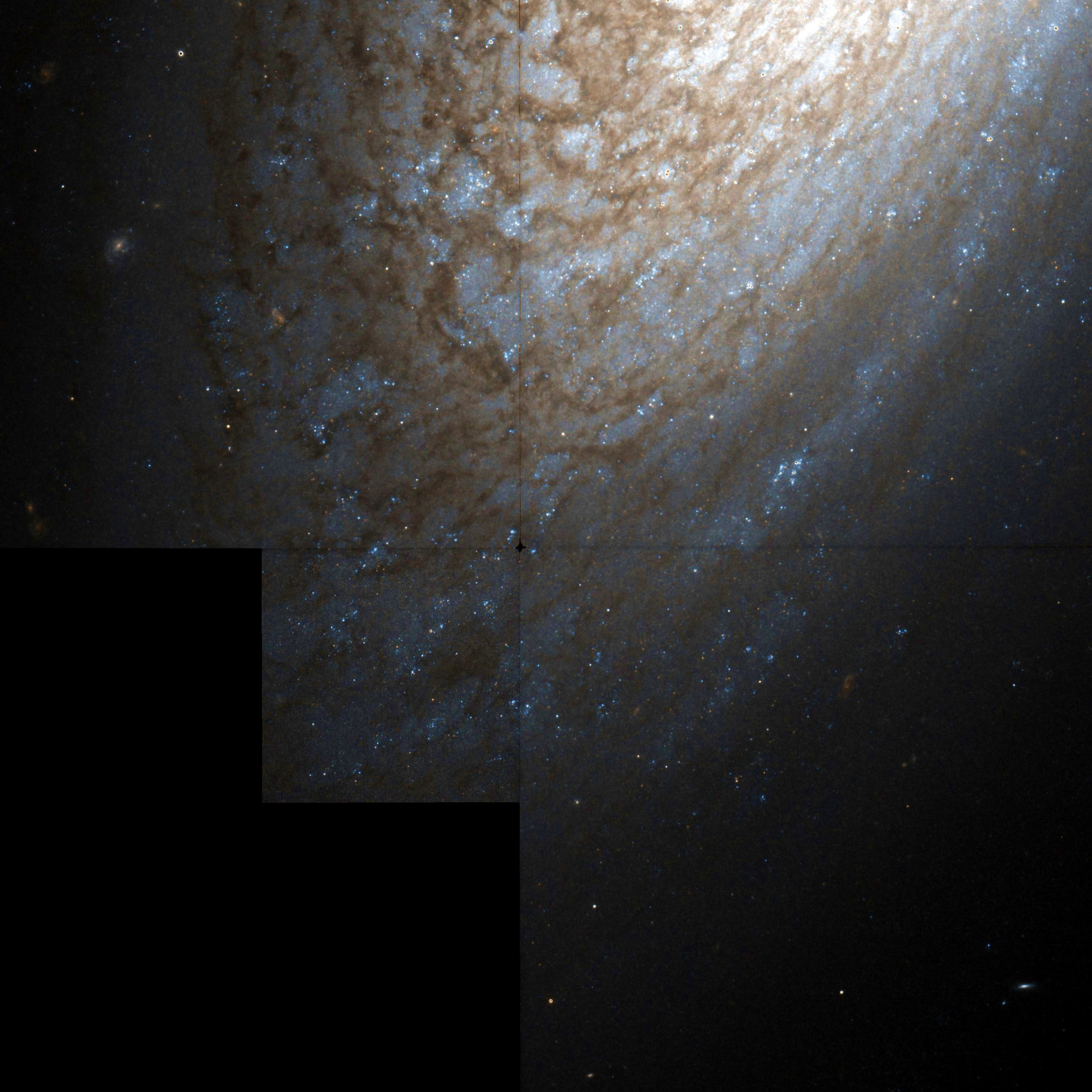
NGC 2841, прототип класса флоккулентных спиральных галактик.

Флоккулентная спиральная галактика (англ. flocculent spiral galaxy) — тип спиральных галактик. В отличие от галактик с упорядоченной спиральной структурой (англ. grand design), спиральный узор флоккулентных галактик состоит из отдельных кусочков: спиральные рукава не являются непрерывными структурами. Примерно 30% спиральных галактик являются флоккулентными, 10% имеют упорядоченный спиральный узор, оставшиеся обладают несколькими спиральными рукавами. Многорукавные галактики иногда относят к категории флоккулентных галактик.
Галактика-прототип данного типа галактик — NGC 2841.

## Примеры галактик
| Название               | Класс | Изображение | Созвездие         | Примечания |
| ---------------------- | ----- | ----------- | ----------------- | ---------- |
| NGC 4414               | SAc   |             | Волосы Вероники   |            |
| NGC 2841               | SAb   |             | Большая Медведица | [ 5 ]      |
| NGC 3521               | SABbc |             | Лев               | [ 5 ]      |
| NGC 7793               | SAd   |             | Скульптор         | [ 5 ]      |
| Подсолнух (Messier 63) | SAbc  |             | Гончие Псы        | [ 6 ]      |